# Écuélin
Écuélin é uma comuna francesa na região administrativa de Altos da França, no departamento do Norte. Estende-se por uma área de 3.4 km². Em 2010 a comuna tinha 141 habitantes (densidade: 41,5 hab./km²).